# The End…
The End… je čtvrté sólové studiové album německé zpěvačky Nico, vydané v listopadu 1974 vydavatelstvím Island Records. Na albu se opět, stejně jako v předchozích případech, podílel hudebník John Cale, který vedle různých nástrojů obstaral také jeho produkci. Vedle Calea a Nico se na albu podíleli ještě kytarista Phil Manzanera, hráč na syntezátory Brian Eno a dcery zvukového inženýra Johna Wooda, které zpívaly doprovodné vokály. Album obsahuje celkem osm písní, z toho šest autorských. Dále je zde zahrnuta nahrávka německé hymny a coververze písně „The End“ od americké skupiny The Doors. Podle druhé jmenované skladby dostalo album i svůj název. Je zpěvaččiným posledním albem na dalších sedm let, protože následující, nazvané Drama of Exile, představila až v roce 1981.

## Před vydáním

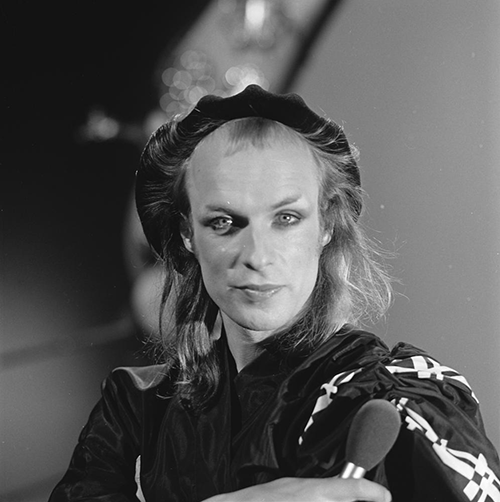
Brian Eno (1974)

Své třetí sólové album Nico vydala v prosinci roku 1970 pod názvem Desertshore. Společnost Reprise Records, která desku uvedla na trh, již neměla zájem publikovat další zpěvaččino album. Později jí tedy John Cale, který se podílel na všech jejích předchozích deskách jako producent, aranžér nebo hráč na různé nástroje, zprostředkoval smlouvu s vydavatelstvím Island Records. Nahrávání alba The End… probíhalo v londýnském studiu Sound Techniques a začalo po dokončení nahrávání Caleova sólového alba Fear. Producentem nahrávky byl Cale, který rovněž obsluhoval řadu různých nástrojů. Dále zde hráli dva členové kapely Roxy Music, kytarista Phil Manzanera a hráč na syntezátory Brian Eno. Sestavu doplňovaly dcery Caleova dvorního zvukového inženýra Johna Wooda. Nico údajně Manzanerovi poradila: „Nedělej nic, co ti [Cale] řekne. Všechno ignoruj. Hraj co sám chceš.“ To vyplývalo z toho, že Nico měla v době nahrávání alba, stejně jako téměř vždy, s Calem spory.
John Cale při nahrávání alba použil stejný postup jako v předchozích případech, sice nejprve nahrál Nico a její harmonium, následně přidal různé další nástroje a nakonec, když pracoval na míchání zvuku, pozval znovu Nico. Vyjádřil se též, že album stavěl na základech zpěvaččiny druhé desky The Marble Index (1969) s tím rozdílem, že chtěl tuto nahrávku pojmout komerčněji. Uvedl, že chtěl k jejímu hlasu přidat perkuse, avšak ty klasické mu příliš nevyhovovaly, a tak využil exotičtější nástroje jako jsou cabaça a boobam. Zároveň chtěl, aby Nico pro album nahrála svou verzi americké kovbojské písně „Streets of Laredo“, avšak ona se slovy „Nedělám kovbojské písně“ odmítla.

## Vydání
Album vydala v listopadu roku 1971 společnost Island Records. Na obalu alba je použit záběr z filmu Les Hautes solitudes francouzského režiséra Philippa Garrela, v němž Nico hrála. V roce 1982 vyšlo album v reedici na audiokazetě a roku 1996 pak poprvé i na kompaktním disku. Roku 2012 bylo album uvedeno na trh v reedici na CD doplněné o jeden bonusový disk obsahující záznamy z rozhlasového pořadu Johna Peela, stejně jako z televizního The Old Grey Whistle Test. Nico v té době vystupovala bez doprovodných hudebníků, takže se v těchto nahrávkách doprovází pouze na harmonium. Rovněž jsou zde zařazeny písně z koncertu, při němž vzniklo album June 1, 1974. Verze s těmito bonusy vyšla o dva roky později, u příležitosti čtyřicátého výročí původního alba, také na gramofonové desce.

## Skladby

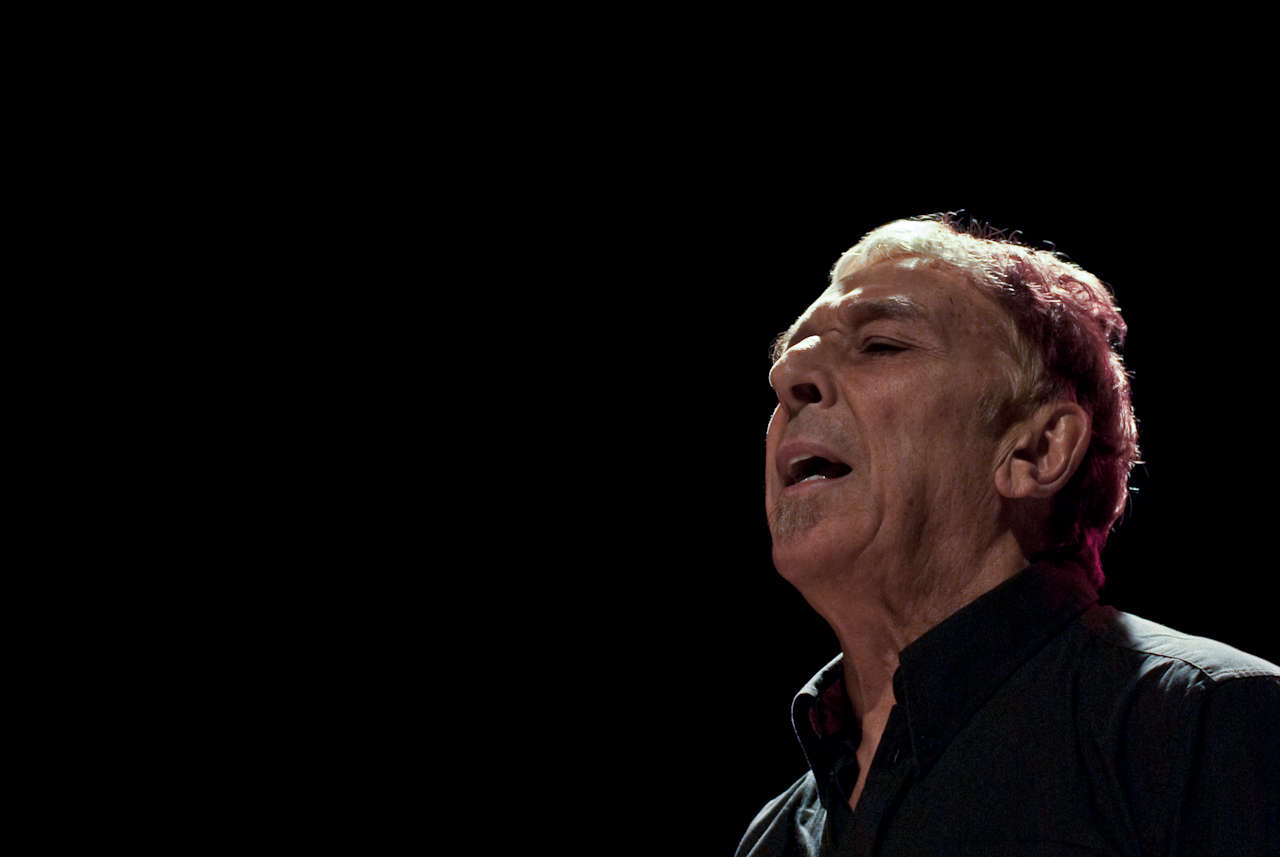
John Cale (2011)

Album otevírá čtyřminutová skladba „It Has Not Taken Long“, v níž kromě zpěvaččina zpěvu a harmonia hrají důležitou roli zvonky, stejně jako triolový rytmus vytvářený Enovým syntezátorem. Na druhou pozici byla zařazena píseň „Secret Side“, jež dosahuje přibližně stejné délky. Skladbě „You Forgot to Answer“ dominuje klavír a elektrická kytara. Píseň pojednává o tom, jak Nico naposledy spatřila svého dřívějšího milence Jima Morrisona. Zpěvačka se údajně snažila Morrisonova nedlouho před jeho smrtí telefonicky kontaktovat. Nico zde zpívá „The high tide is taking everything / And you forget to answer“ („Vysoký příliv bere vše / A ty jsi zapomněl odpovědět“). Následuje bezmála čtyři minuty trvající píseň „Innocent and Vain“, v níž Nico svůj hlas doprovází harmoniem. V různých pasážích se přidává Eno s elektronickým šumem ve volné formě. Na páté místo byla zařazena píseň „Valley of the Kings“, v níž hraje a zpívá pouze Nico.
Skladba „We've Got the Gold“ je poctou teroristovi Andreasi Baaderovi. V textu písně se nachází například verše „Very proud and very poor / I'm waiting at your prison floor“ („Tak pyšná a zároveň zničená / Čekám u tvých vězeňských dveří“). Výrazným prvkem v písni jsou perkusní nástroje, jako xylofon, marimba a triangl. Následuje coververze písně „The End“ od americké skupiny The Doors, podle níž dostalo název celé album. Jde o poctu zpěvákovi skupiny Jimu Morrisonovi. Cale řekl, že měl k zařazení písně určité výhrady, neboť šlo o mužskou píseň. Píseň se nese v pomalém tempu, avšak na konci se zrychlí a přidá se Manzanerovo kytarové sólo a perkusní nástroje. Kytarové sólo nemá ve zpěvaččině diskografii obdoby. Desku uzavírá zpěvaččina verze německé hymny.

## Kritika
Stejně jako v případech předchozích alb, i desce The End… se dostalo velmi záporného přijetí kritiků. Magazín Melody Maker, který recenzi desky uvedl nadpisem „Nico: Tak ubohá, jak ještě nikdy“, dále uvedl, že „tato deska je určená pro ty, kteří se spokojí s tím, že je ještě někdo jiný víc namol a zblblej než oni sami.“ Zároveň však uznal, že skladba „You Forgot to Answer“ v sobě skrývá „gotickou“ krásu, avšak to podle recenze není zásluha Nico, nýbrž Calea. Novinář Richard Cromelin z časopisu Creem uvedl svou recenzi slovy „The End… je soundtrack k volnému pádu až na dno.“ Novinář Dave Thompson, který desku ve své recenzi pro server Allmusic ohodnotil čtyřmi a půl z pěti hvězdiček, řekl, že album je „v první řadě deskou intimní jednoduchosti a klamných hloubek. Hlas Nico ohromuje, stoupá a snáší se do nepředvídatelných zákoutí.“ Dodal, že „album není jen o rozvrácení kategorizace. Odporuje času samotnému.“

## Seznam skladeb
| Pořadí | Název                  | Autor                                                    | Délka |
| ------ | ---------------------- | -------------------------------------------------------- | ----- |
| 1.     | It Has Not Taken Long  | Nico                                                     | 4:12  |
| 2.     | Secret Side            | Nico                                                     | 4:08  |
| 3.     | You Forgot to Answer   | Nico                                                     | 5:08  |
| 4.     | Innocent and Vain      | Nico                                                     | 3:52  |
| 5.     | Valley of the Kings    | Nico                                                     | 3:57  |
| 6.     | We've Got the Gold     | Nico                                                     | 5:44  |
| 7.     | The End                | John Densmore, Robby Krieger, Ray Manzarek, Jim Morrison | 9:37  |
| 8.     | Das Lied der Deutschen | Hoffmann von Fallersleben, Joseph Haydn                  | 5:29  |

| Bonusy na reedici z roku 2012 | Bonusy na reedici z roku 2012                                             | Bonusy na reedici z roku 2012         | Bonusy na reedici z roku 2012 |
| Pořadí                        | Název                                                                     | Autor                                 | Délka                         |
| ----------------------------- | ------------------------------------------------------------------------- | ------------------------------------- | ----------------------------- |
| 9.                            | Secret Side (John Peel Session, 20. února 1971, dříve nevyšlo)            | Nico                                  | 4:04                          |
| 10.                           | We've Got the Gold (John Peel Session, 3. prosince 1974, dříve nevyšlo)   | Nico                                  | 3:58                          |
| 11.                           | Janitor of Lunacy (John Peel Session, 3. prosince 1974, dříve nevyšlo)    | Nico                                  | 4:34                          |
| 12.                           | You Forget to Answer (John Peel Session, 3. prosince 1974, dříve nevyšlo) | Nico                                  | 4:30                          |
| 13.                           | The End (John Peel Session, 3. prosince 1974, dříve nevyšlo)              | Densmore, Krieger, Manzarek, Morrison | 9:07                          |
| 14.                           | Secret Side (Old Grey Whistle Test, 7. února 1975, dříve nevyšlo)         | Nico                                  | 4:07                          |
| 15.                           | Valley of the Kings (Old Grey Whistle Test, 7. února 1975, dříve nevyšlo) | Nico                                  | 3:35                          |
| 16.                           | Das Lied der Deutschen (1. června 1974, dříve nevyšlo)                    | Fallersleben, Haydn                   | 5:36                          |
| 17.                           | The End (vyšlo na June 1, 1974)                                           | Densmore, Krieger, Manzarek, Morrison | 9:18                          |

## Obsazení
Hudebníci
- Nico – zpěv, harmonium

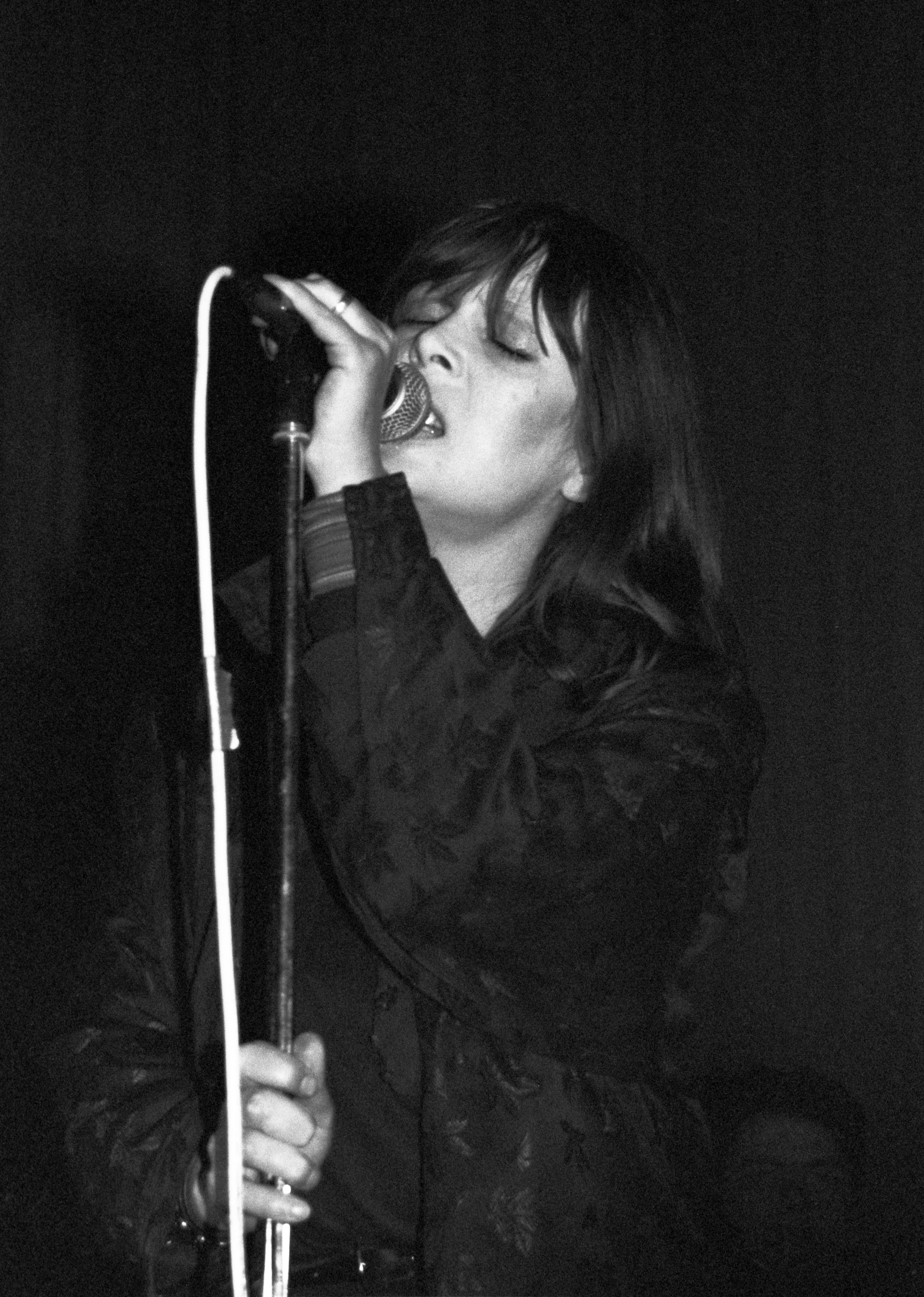
Nico (1985)

- John Cale – baskytara, xylofon, akustická kytara, syntezátory, varhany, marimba, triangl, cabaça, boobam, zvonkohra, perkuse, piano, elektrické piano, viola
- Phil Manzanera – elektrická kytara
- Brian Eno – syntezátory v „It Has Not Taken Long“, „You Forget to Answer“ a „Innocent and Vain“
- Vicki Wood – doprovodné vokály
- Annagh Wood – doprovodné vokály

Technická podpora
- John Cale – produkce
- John Wood – zvukový inženýr
- Vic Gamm – zvukový inženýr